# 三人の狙撃者
『三人の狙撃者』（さんにんのそげきしゃ、原題：Suddenly）は、1954年に公開されたアメリカの犯罪映画（フィルム・ノワール）である。監督はルイス・アレン、脚本はリチャード・セイルが務め、フランク・シナトラ、スターリング・ヘイドン、ジェームズ・グリースン、ナンシー・ゲイツらが出演した。
大統領の訪問を控えた田舎の小さな町を舞台に、大統領狙撃を目論む暗殺者たちと暗殺計画に巻き込まれた人々のやりとりが描かれる。
現在はパブリックドメイン作品になっている。

## あらすじ
1950年代のアメリカ。ある日、大統領が休暇を利用してカリフォルニア州の田舎町サドンリー (Suddenly) を訪問することが地元の保安官事務所に知らされる。大統領の到着前に街の治安状況を確認するFBIの調査のためと称し、3人の男がベンソン家にやって来る。ベンソン家には、用心深い戦争未亡人のエレン、幼い息子「ピッジ」、そして義父である「ポップ」ベンソンが居る。その家は駅を見下ろす丘の上にあり、大統領を狙撃するには最適な場所だ。しかし、男たちは政府職員ではなく、冷酷なジョン・バロンを頭目とする暗殺者団であることがすぐに明らかになり、彼らは家を乗っ取り家族を人質に取る。
トッド・ショー保安官が、大統領の警護を担当するシークレットサービスのダン・カーニーと共にベンソン家に来る。暗殺者たちはカーニーを射殺し、ショーの腕を撃つ。バロンはショーの腕を伸ばして寝室に行かせ、そこでエレンはショーの腕に三角巾をかける。バロンは、静かにしていないとピッジを撃つぞと脅し、戦争で多くの敵を殺して獲得した銀星章を自慢する。彼は、大統領に対しては何の反感も持っていないが、暗殺と引き換えに50万ドルを受け取ることになっていて、金だけが彼の動機だと説明する。彼は既に半額の前払いを受け取っている。
ポップはテレビを壊してしまっていたことから修理屋のジャッドに電話しており、ジャッドが到着し、同様に監禁される。バロンは大統領の到着予定を確認するために手下の1人を駅に行かせるが、警官に疑われ、銃撃戦の末に殺されてしまう。一方、ポップは心臓が痛む振りをして、ピッジにタンスの中の薬を探すように頼む。そこでピッジは祖父の装填済みの拳銃を発見し、それを自分のおもちゃのピストルと置き換える。
人質たちはバロンの愛国心を訴えようとするが、彼は愛国心など持ち合わせていないと言い切る。しかし、バロンが保安官から、大統領を殺害することの意味について、残りの金を受け取れるかどうかも含めて問い詰められると、バロンの手下は暗殺を強行することに少し躊躇いを見せ始める。しかし、バロンにとっては、保安官が言ったことなどは全く心配しておらず、やがて彼が、人を殺すことに執着したことから軍から追放されたサイコパスであることが明らかになる。
暗殺者らは線路を見下ろす窓際の金属製のテーブルに狙撃銃を設置する。ジャッドは、テレビを直すと称して、テレビの5000 ボルトの出力プレートとテーブルを秘かに接続する。次に、ポップ・ベンソンがわざとテーブルの下の床にカップの水をこぼす。バロンが感電死することを目論んだのだが、先にテーブルに触れて感電したのは手下の方で、手下は反射的にライフルを繰り返し発砲し、駅前にいるシークレットサービスはどこから発砲されたのかに気付く。バロンはジャッドを射殺し、テレビとの接続を外し、大統領の列車にライフルを向けるが、何と列車はそのまま通過してしまう。バロンが呆然とする中、エレンはタンスの上の拳銃を掴んでバロンの腹部を撃ち、ショー保安官も銃を拾ってバロンを撃つ。バロンは命乞いをしながら絶命する。
事件直後、ショーは地元の病院の外で、ジャッドが「助からなかった」ことをエレンに告げる。署に戻る必要があるとエレンに伝えたショーは、翌日の教会での礼拝の後にエレンに会いたいと言う。これまで彼女はそれを断ってきていたのだが、2人はキスをする。
道を尋ねるために車を停めた男が、町の名前を尋ねる冒頭にもあったシーンが再現される。ショー保安官が「サドンリーだ」（注：突然に、の意味）と答えると、男は「面白い町の名前だね」と言う。男が走り去ると、ショーは「いや、分からない。それについては何とも言えない」と独り言を言う。

## キャスト
- フランク・シナトラ - ジョン・バロン

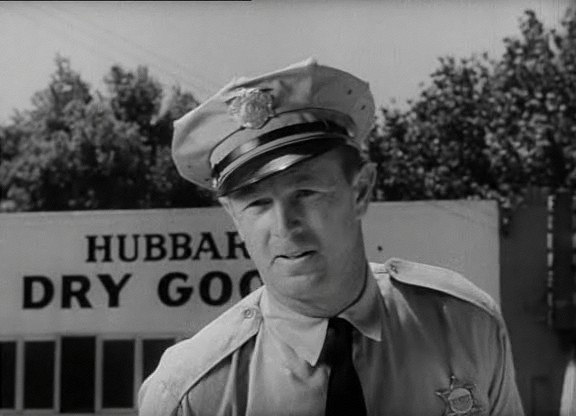
トッド・ショウ保安官に扮するヘイドン

- スターリング・ヘイドン - トッド・ショウ保安官
- ジェームズ・グリースン（英語版） - ピーター・"ポップ"・ベンソン
- ナンシー・ゲイツ（英語版） - エレン・ベンソン
- キム・チャーニー（Kim Charney） - ピーター・"ピッジ"・ベンソン三世
- ポール・フリーズ - ベニー・コンクリン（テレビアナウンサーの声も彼があてている）
- クリストファー・ダーク（英語版） - バート・ウィーラー
- ウィリス・ボーシェイ（英語版） - ダン・カーニー
- ポール・ウェクスラー - スリム・アダムス保安官助手
- ジェームズ・オハラ（James O'Hara）- ジュド・ケリー
- ケム・ディブス（Kem Dibbs）- ウィルソン
- クラーク・ハワット（Clark Howat）  ハガティ
- チャールズ・スミス（Charles Smith）- ベボップ
- ダン・ホワイト（英語版） - バーグ

## 評価
本作の公開当時、『ニューヨーク・タイムズ』紙の映画批評家ボズレー・クラウザーは、本作の内容や演技を高く評価している。また『バラエティ』誌でも同様に演技を高く評価している。
映画評論家カール・マゼック(Carl Mazek)はジョン・バロンの「マキャヴェリ主義者的な態度」について、『大いなる夜』（1951年）や『キッスで殺せ!』（1955年）などとの関連を見出しており、本作の閉所恐怖症的演出や非道徳的描写(amoral)を踏まえ、『必死の逃亡者』（1955年）などとは好対照の作品であるとしている。

## 歴史

### 影響

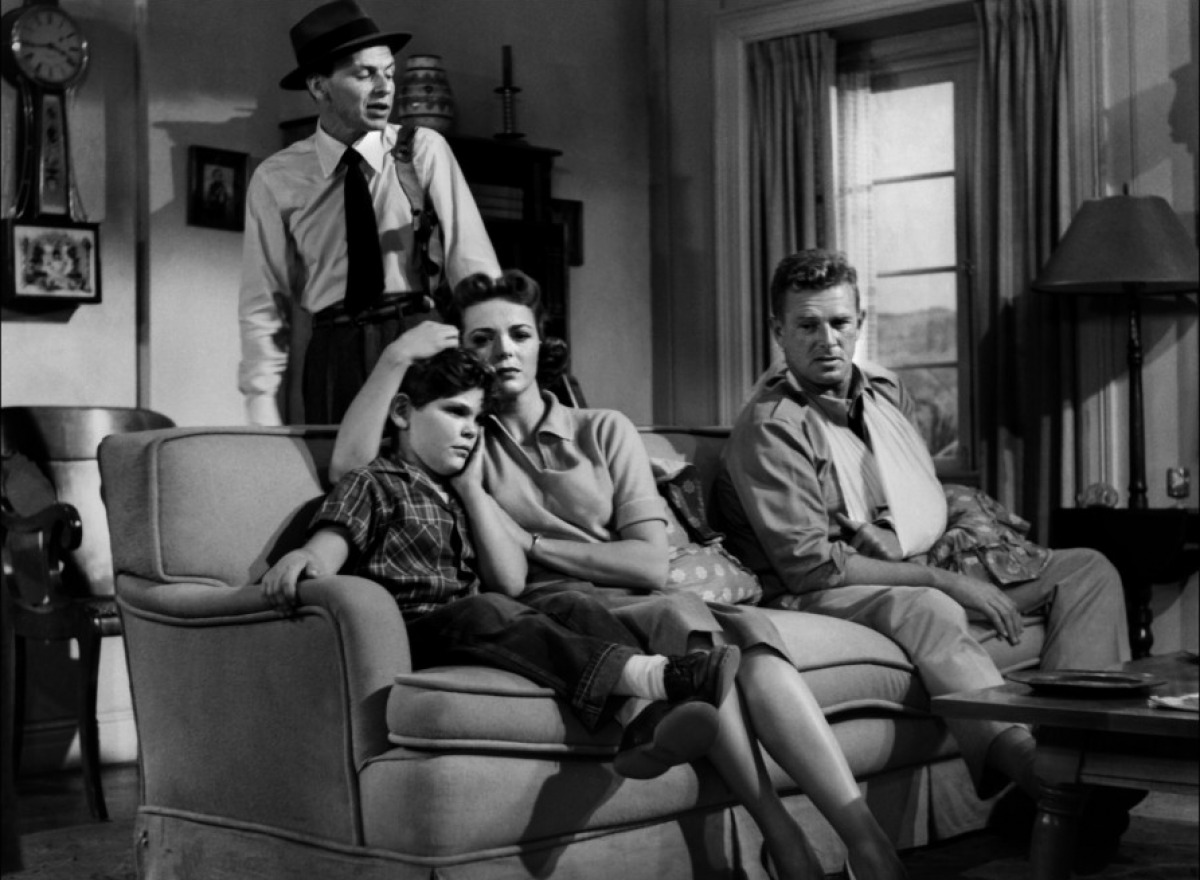
ジョン・バロンと人質たち

本作公開から5年後の1959年、かつてハリウッドで広報担当者を務めた小説家リチャード・コンドンの小説『影なき狙撃者』が発表される。『影なき狙撃者』はその結末が本作と非常に類似していた。1962年には『影なき狙撃者』もシナトラ主演で映画化された。本作での役柄は大統領暗殺を目論む復員兵であったが、『影なき狙撃者』でのシナトラは復員兵による大統領暗殺を阻止するべく奔走する元上官を演じた。
2013年、ドイツの映画監督ウーヴェ・ボルによるリメイク版『ザ・シューター 大統領暗殺』（原題：Suddenly）が発表された。ドミニク・パーセルが主演を務めた。

### 著作権の消滅
本作の著作権は更新されなかったため、現在ではパブリックドメイン作品となっており、インターネット上での無料視聴も可能である。
ソフト化も複数のメーカーによって行われ、いわゆるパブリックドメインDVDとして安価に流通しているものも多い。1986年にはハル・ローチ・スタジオ社による着色版が家庭向けビデオソフトとして発売されたが、ハル・ローチ版では青色であるはずのシナトラの瞳が茶で着色されていた。2009年6月16日にはレジェンド・フィルムズ社から新たな着色版がDVDソフトとして発売された。このバージョンにはオリジナルの白黒フィルムから復元された新たなシーンの追加も行われている。